# Parc national du Caparaó
Le parc national de Caparaó  (en portugais : Parque Nacional do Caparaó) est un parc national brésilien créé le 24 mai 1961 pour protéger la Chaîne de Caparaó (en), situé sur la limite entre les États Minas Gerais et d'Espírito Santo. Le pic de la Bandeira, une des plus hautes montagnes du Brésil, s'y trouve.
Le parc fait partie de ceux créés pour protéger la Mata Atlantica, la forêt humide atlantique.